# Buenas noticias
«Buenas noticias» es el decimoctavo sencillo de la cantante Chenoa y el segundo de su sexto álbum "Desafiando la gravedad" en España. El tema fue lanzado como primer sencillo en Latinoamérica.
La canción es un canto al positividad en la que se expresa la idea de darle importancia a los pequeños detalles de la vida.

## Videoclip
El videoclip fue grabado durante el mes de agosto de 2009 y podemos ver a Chenoa haciendo de presentadora del programa España Directo. El argumento del videoclip transmite la esencia de la canción y Chenoa va presentando noticias aparentemente triviales pero que muestran las pequeñas buenas acciones de la sociedad para así acabar en un explosivo final donde Chenoa y un equipo de bailarines terminan con una coreografía encima de la mesa. En el video actúan, entre otros, el bailaor Rafael Amargo y Jeyco de Fama.

## Listas
Buenas Noticias fue lanzado como primer sencillo de Desafiando la gravedad en Latinoamérica. La canción hizo su primera aparición en el continente americano en la lista de radio de Uruguay, donde alcanzó la máxima posición de acuerdo con la lista oficial monitoreada por Top Latino del 14 de febrero de 2010. En Costa Rica llegó al #11 en el top 30 de las canciones más difundidas a nivel nacional, mientras que Argentina ha debutado al #90 en el Top 100 de la lista de canciones más vendidas y programadas en radios.
| Lista      | Posición |
| ---------- | -------- |
| Uruguay    | 1        |
| Panamá     | 3        |
| Ecuador    | 8        |
| Costa Rica | 11       |
| Argentina  | 59       |

## Información adicional
-Letra
-Videoclip